# 아는 사람 이야기
《아는 사람 이야기》는 네이버 웹툰에 연재됐었던 국내 순정 장르의 웹툰이다. 웹툰 <스튜디오 짭쪼름>의 작가 오묘의 작품으로, '한다리 건너엔 흔하디흔한'이라는 부제에 걸맞은 25세 세 여자 미라, 여름, 정아의 소소하고 평범한, 울고 웃고 사랑하는 이야기를 담아내 특히 20대 여성들의 깊은 공감을 샀다.
총 4권의 단행본이 발매되었으며, 온라인으로는 2015년 8월 24일부로 유료화되어 네이버 N스토어에서 결제 후 감상할 수 있다.

## 등장인물

### 주연
- 장미라 (25세, 여성) - 대기업 경리 사원, 171cm, 꼬인 성격, 7년째 솔로

- 이정아 (25세, 여성) - 편집디자이너, 조용한 성격, 멍한 인상, 5년 된 남자친구와 동거

- 한여름 (25세, 여성) - 백수, 긍정적인 성격, 남자친구와 열애 중

- 공평화 (23세, 남성) - 장미라의 지하철훈남, 서양화과

- 최정상 (30세, 남성) - 이정아의 남자친구

- 김상훈 (26세, 남성) - 한여름의 남자친구

### 조연
- 오주나 (23세, 여성) - 공평화의 오랜 친구

- 양모레 (28세, 여성) - 최정상의 후배

- 남선오 (25세, 남성) - 한여름이 일하는 카페의 남자 아르바이트생

- 임수능 (20세, 남성) - 한여름이 일하는 카페의 남자 아르바이트생

- 김상희 (28세, 여성) - 임수능의 고등학교 1학년 때 교생, 임수능의 첫사랑

## 에피소드 목록
| 회차 | 제목               |
| ---- | ------------------ |
| 1    | 25세 세 여자       |
| 2    | 행운은 나의 편     |
| 3    | 남자 없는 여자     |
| 4    | 아주 오래된 연인들 |
| 5    | 현실과 드라마      |
| 6    | 남자도 없는데      |
| 7    | 만년 아르바이트생  |
| 8    | 만났다!!           |
| 9    | 웃긴 여자          |
| 10   | 계란초밥           |
| 11   | 누가 누구한테      |
| 12   | 무슨 일이 있었냐면 |
| 13   | 내가... 개다       |
| 14   | 해장했어요?        |
| 15   | 원래 이런건가?!    |
| 16   | 연하남, 연상녀     |
| 17   | 다시 만났다!       |
| 18   | 아- 아-            |
| 19   | 판타지? 로맨스!    |
| 20   | 여자인 친구        |
| 21   | 공평화, 오주나     |
| 22   | 자기암시, 자기위로 |
| 23   | 남자인 친구        |
| 24   | 흘러흘러           |
| 25   | 좋아               |
| 26   | 데자뷰             |
| 27   | 크리스마스 이브    |
| 28   | 각자의 크리스마스  |
| 29   | 아는 후배          |
| 30   | 심기불편           |
| 31   | 감정 표현          |
| 32   | 또다른 아는 후배   |
| 33   | 첫 만남            |
| 34   | 피곤한 스타일      |
| 35   | 유치해             |
| 36   | 입원               |
| 37   | 착해서 안돼        |
| 38   | 멋대로 판단하지마  |
| 39   | 지쳐가             |
| 40   | 괜찮을 것 같아서   |
| 41   | 나를 좋아했어?     |
| 42   | 그 남자의 사정     |
| 43   | 임수능 1           |
| 44   | 임수능 2           |
| 45   | 임수능 3           |
| 46   | 발렌타인데이 후기  |
| 47   | 더블데이트         |
| 48   | 그때, 지금         |
| 50   | 제안, 응원, 한탄   |
| 51   | 질투               |
| 52   | 회식               |
| 53   | 봄 + 벚꽃 + 맥주   |
| 54   | 양                 |
| 55   | 그런 기분          |
| 56   | 아니야!!           |
| 57   | 도움 안되는 자식   |
| 58   | 왜 그만두는데?     |
| 59   | 그 반대야          |
| 60   | 아는 사람 이야기   |

1~14화는 단행본 1권, 15~28화는 2권, 29~44화는 3권, 45~60화는 4권에 실려 있다.